# Olympische Sommerspiele 2016/Teilnehmer (Nicaragua)
| Gelbes Symbol für Goldmedaillen mit stilisierten Olympischen Ringen | Graues Symbol für Silbermedaillen mit stilisierten Olympischen Ringen | Braundes Symbol für Bronzemedaillen mit stilisierten Olympischen Ringen |
| ------------------------------------------------------------------- | --------------------------------------------------------------------- | ----------------------------------------------------------------------- |
| —                                                                   | —                                                                     | —                                                                       |

Nicaragua nahm an den Olympischen Spielen 2016 in Rio de Janeiro teil. Es war die insgesamt zwölfte Teilnahme an den Olympischen Sommerspielen. Das Comité Olímpico Nicaragüense nominierte fünf Athleten in vier Sportarten.

## Teilnehmer nach Sportarten

### Gewichtheben
| Athleten         | Wettbewerb       | Reißen  | Reißen | Stoßen  | Stoßen | Zweikampf | Zweikampf | Rang |
| Athleten         | Wettbewerb       | Gewicht | Rang   | Gewicht | Rang   | Gewicht   | Rang      | Rang |
| ---------------- | ---------------- | ------- | ------ | ------- | ------ | --------- | --------- | ---- |
| Frauen           |                  |         |        |         |        |           |           |      |
| Scarleth Mercado | Klasse bis 53 kg | 66 kg   | 11     | 89 kg   | 10     | 155 kg    | 10        | 10   |

### Leichtathletik
Laufen und Gehen 
| Athleten        | Wettbewerb | Runde 1     | Runde 1 | Halbfinale    | Halbfinale    | Finale        | Finale        | Rang |
| Athleten        | Wettbewerb | Zeit        | Rang    | Zeit          | Rang          | Zeit          | Rang          | Rang |
| --------------- | ---------- | ----------- | ------- | ------------- | ------------- | ------------- | ------------- | ---- |
| Männer          |            |             |         |               |               |               |               |      |
| Erick Rodríguez | 1500 m     | 4:00,30 min | 37      | ausgeschieden | ausgeschieden | ausgeschieden | ausgeschieden | 37   |

### Schießen
| Athleten      | Wettbewerb           | Qualifikation   | Qualifikation | Finale          | Finale        | Ringe/ Scheiben | Rang |
| Athleten      | Wettbewerb           | Ringe/ Scheiben | Rang          | Ringe/ Scheiben | Rang          | Ringe/ Scheiben | Rang |
| ------------- | -------------------- | --------------- | ------------- | --------------- | ------------- | --------------- | ---- |
| Männer        |                      |                 |               |                 |               |                 |      |
| Rafael Lacayo | Luftpistole 10 Meter | 569             | 39            | ausgeschieden   | ausgeschieden | 569             | 39   |

### Schwimmen
| Athleten            | Wettbewerb          | Vorlauf     | Vorlauf | Halbfinale    | Halbfinale    | Finale        | Finale        | Rang |
| Athleten            | Wettbewerb          | Zeit        | Rang    | Zeit          | Rang          | Zeit          | Rang          | Rang |
| ------------------- | ------------------- | ----------- | ------- | ------------- | ------------- | ------------- | ------------- | ---- |
| Frauen              |                     |             |         |               |               |               |               |      |
| Dalia Tórrez Zamora | 100 m Schmetterling | 1:05,81 min | 39      | ausgeschieden | ausgeschieden | ausgeschieden | ausgeschieden | 39   |
| Männer              |                     |             |         |               |               |               |               |      |
| Miguel Mena         | 100 m Freistil      | 53,40 s     | 55      | ausgeschieden | ausgeschieden | ausgeschieden | ausgeschieden | 55   |